# Проспект Романа Шухевича
Проспе́кт Романа Шухе́вича (укр. проспе́кт Романа Шухе́вича) — проспект в Днепровском районе города Киева, местность Черторой, жилые массивы Вигуровщина-Троещина, Радужный и Кибальчич. Пролегает от Северного моста до улиц Рональда Рейгана и Братиславской.
Примыкают улицы Оноре де Бальзака, Петра Вершигоры, Радужная, проспект Червоной Калины, Воскресенский проспект и улица Николая Кибальчича.
Является частью Малой Окружной дороги.
Вдоль проспекта с нечётной стороны расположена цепочка озёр, служивших при строительстве жилого массива  Вигуровщина-Троещина техническими водоёмами для намыва песка. В 2018 году у двух озёр между улицей Оноре де Бальзака и проспектом Владимира Маяковского благоустроен новый парк.
В 2015 году по проспекту проложили единственный в Киеве официальный велосипедный маршрут «Жилой массив Троещина — Европейская площадь».

## История
Возник в 1975 году под названием Новый. В 1975 году был переименован в честь советского военного деятеля Н. Ф. Ватутина.
Современное название проспект получил в 2016 году.

## Переименование
В 2016 году КГГА предложила переименовать проспект. Решение о переименовании проспекта в честь командующего Украинской повстанческой армией Романа Шухевича было принято на пленарном заседании Киевского городского совета 1 июня 2017 года и вступило в силу после официального опубликования в газете «Хрещатик».
12 июня 2017 года Окружной административный суд Киева приостановил переименование.
9 декабря 2019 года Шестой апелляционный административный суд Киева подтвердил законность решения КГГА про переименование Московского проспекта и проспекта Генерала Ватутина в Киеве в проспекты Степана Бандеры и Романа Шухевича.

## Учреждения
На проспекте расположены:
- Средняя школа № 325 «Счастье» (22-б)
- Библиотека № 137 (4-а)
- Гомеопатическая аптека (2-в)